# 레오노라 어린이 암 기금
레오노라 어린이 암 기금(Leonora Children's Cancer Fund)은 1994년 9월 14일에 등록된 영국의 등록 자선 단체였다. 2010년 3월 11일까지 등록된 자선 단체 번호는 1040757이었으며, 에드위나 마운트배튼 트러스트와의 합병 후 등록부에서 삭제되어 자선 단체 번호는 228166이었다. 합병된 자선 단체들은 2014년 2월 20일에 에드위나 마운트배튼 및 레오노라 어린이 재단으로 이름이 변경되었다. 에드위나 마운트배튼 트러스트는 레오노라의 증조할머니를 기리기 위해 설립된 자선 단체였다. 이 자선 단체는 소아암 어린이를 돌보는 데 도움을 주기 위해 특별히 훈련된 간호사를 제공했다. 이 자선 단체는 계속해서 간호사들에게 기금을 지원하고 있다.
이 기금은 1991년 세인트 바르톨로메우 병원에서 신장 종양으로 5세의 나이로 사망한 딸 레오노라 루이즈 마리 엘리자베스 내치불(1986년 6월 25일 ~ 1991년 10월 22일)을 기리기 위해 현재 버마의 마운트배튼 백작이자 백작부인인 롬지 경과 롬지 여사에 의해 설립되었다.  그녀는 1991년 10월 26일 롬지 수도원에 묻혔다.
에든버러 공작은 1994년 5월 3일 자선 단체를 돕기 위해 리셉션에 참석했다.

## 같이 보기
- 내치불